# Лобенвейн, Иван
Иван (Андрей Ксаверьевич) Лобенвейн (1758—1820) — доктор медицины и хирургии, заслуженный профессор и ректор Императорского Виленского университета, статский советник.

## Биография
В 1777 году получил степень магистра хирургии, в 1779 году — доктора медицины и был адъюнктом профессора Голля при госпитале св. Троицы в Вене. В 1783 году он был приглашён князем Голицыным в Петербург с профессором Моренгеймом для основания и устройства хирургической школы, где два года преподавал хирургию.
В 1785 году был удостоен Йенским университетом степени доктора хирургии за диссертацию «De paracentesi thoracis». Затем, вернувшись в Россию, исполнял должность губернского штаб-лекаря в Риге. В 1787 г. он был приглашен ректором главной литовской школы Почобутом на профессорскую должность в Вильну.
Тогда же был приглашён и в Санкт-Петербург, но по совету профессора Лангмейера избрал Вильну и в 1789 году, после профессора Бизио, занял кафедру анатомии и физиологии в Главной литовской школе. С 1809 года он преподавал судебную медицину в Виленском университете.
Член-корреспондент Императорской Академии Наук c 17.08.1814, член-учредитель Виленского медицинского общества и многих других ученых обществ.
Похоронен на Бернардинском кладбище в Вильнюсе.